# Grand Prix de la Ville de Lillers 2010
La Grand Prix de la Ville de Lillers 2010, quarantaseiesima edizione della corsa e valida come evento dell'UCI Europe Tour 2010 categoria 1.2, si svolse il 7 marzo 2010 su un percorso totale di circa 177 km. Fu vinto dal francese Benoît Daeninck che terminò la gara in 4h23'04", alla media di 40,37 km/h.
All'arrivo 76 ciclisti portarono a termine il percorso.

## Ordine d'arrivo (Top 10)
| Pos. | Corridore           | Squadra       | Tempo    |
| ---- | ------------------- | ------------- | -------- |
| 1    | Benoît Daeninck     | Roubaix       | 4h23'04" |
| 2    | Jean-Marc Bideau    | Bretagne      | s.t.     |
| 3    | Renaud Dion         | Roubaix       | a 10"    |
| 4    | Cédric Pineau       | Roubaix       | a 14"    |
| 5    | Arnaud Molmy        | Roubaix       | s.t.     |
| 6    | Fabien Bacquet      | BigMat        | s.t.     |
| 7    | Christian Jörgensen | Glud & Marst. | s.t.     |
| 8    | Nadir Haddou        | BigMat        | s.t.     |
| 9    | Jean-Luc Delpech    | Bretagne      | s.t.     |
| 10   | Arnaud Démare       | CC Nogent     | s.t.     |